# Rouillon (ruisseau)
Pour les articles homonymes, voir Rouillon (homonymie).
Le Rouillon est un ruisseau français, affluent de l'Yvette, elle-même sous-affluent de la Seine par l'Orge, qui coule dans le département de l'Essonne et la région Île-de-France.

## Géographie
Ce ruisseau traverse Villejust, Saulx-les-Chartreux, Ballainvilliers et Longjumeau, quatre communes d'Essonne en région Île-de-France puis va se déverser dans l'Yvette.

### Hydrographie
Il prend sa source sur le plateau de Villejust et rejoint l'Yvette à Longjumeau après avoir reçu le ruisseau Blanc au pied du rocher de Saulx et le ruisseau de la Grange du Breuil dans le bois des Templiers.
Large jusqu'à 2 mètres par endroits, ce cours d'eau de 9,5 km a été dans le passé aménagé pour l'élevage de truites.

### Hydrologie
En août 2005, une campagne de mesures de la qualité de l'eau de l'Yvette et de ses affluents classèrent l'eau du Rouillon de mauvaise qualité à cause de l'analyse bactériologique et du taux de nitrites.  

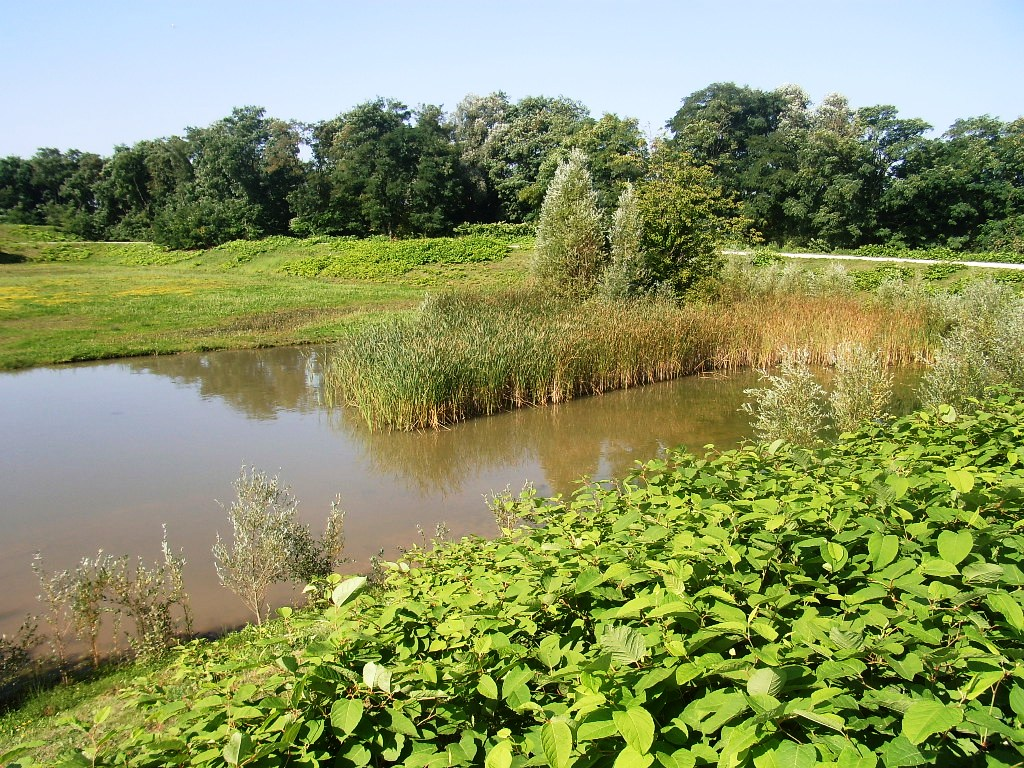
Source du Rouillon à Villejust.
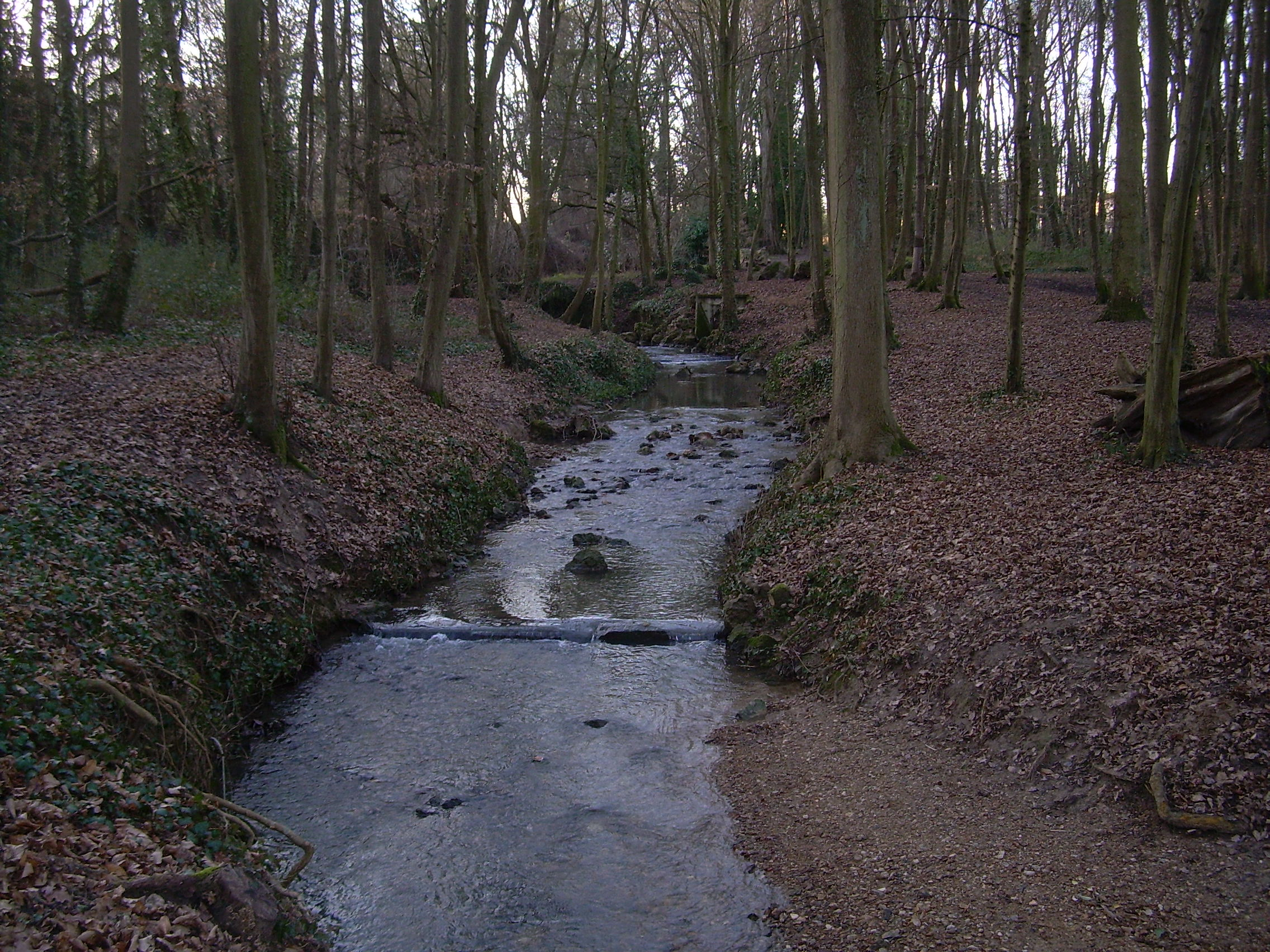
Le Rouillon canalisé en escaliers dans le bois des Templiers.
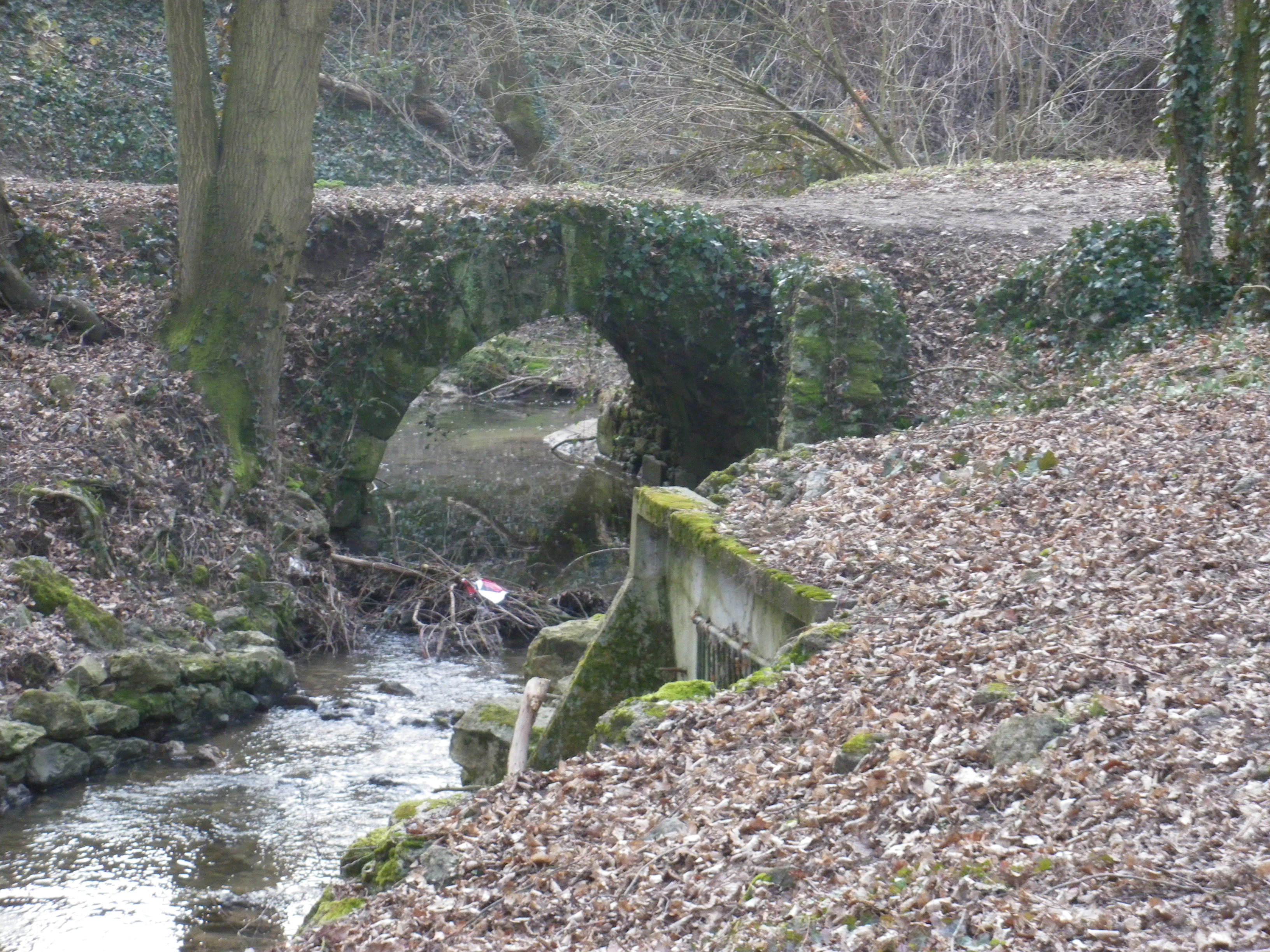
La partie sur Épinay-sur-Orge
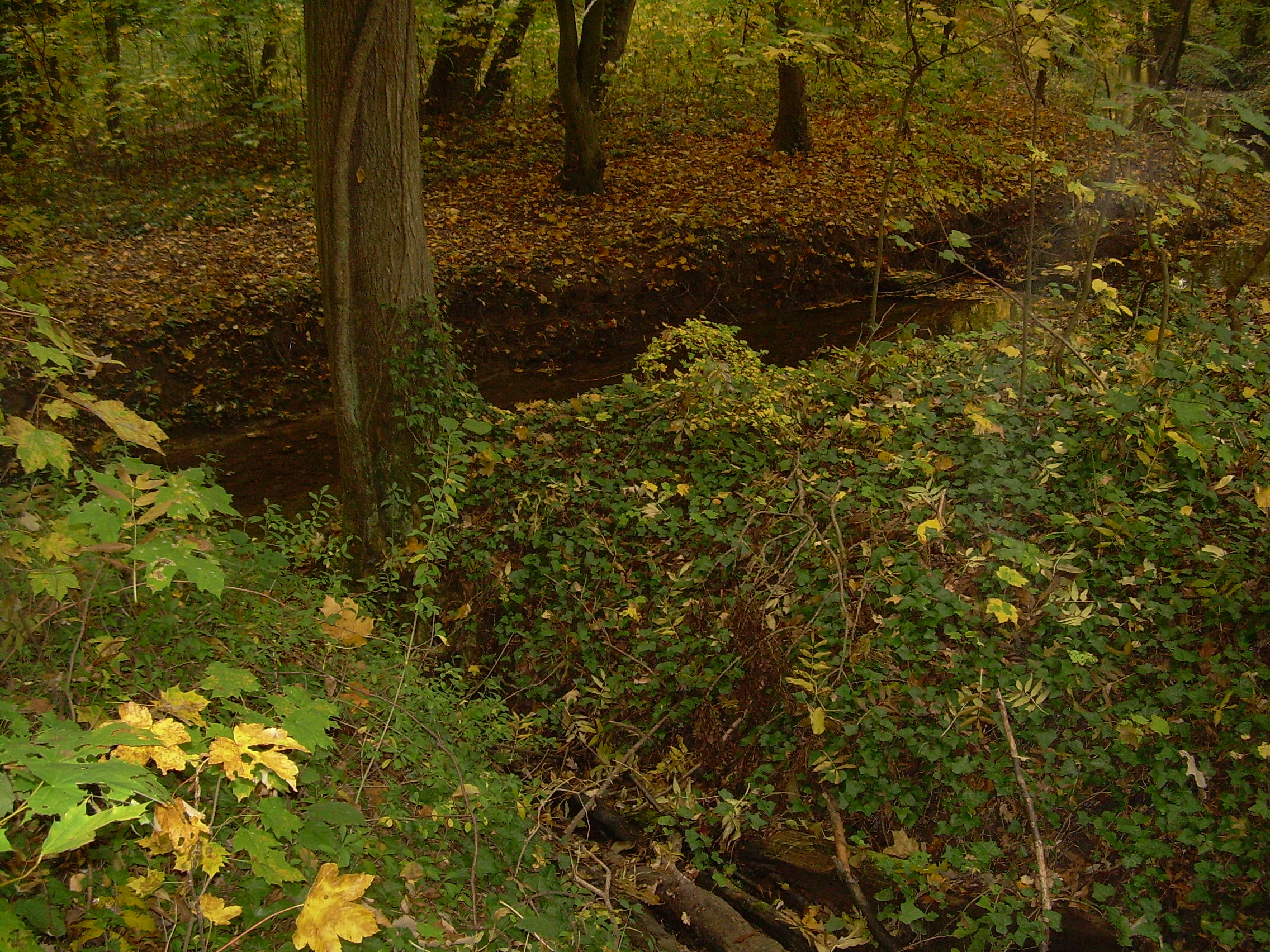
Le ruisseau de la Grange du Breuil.
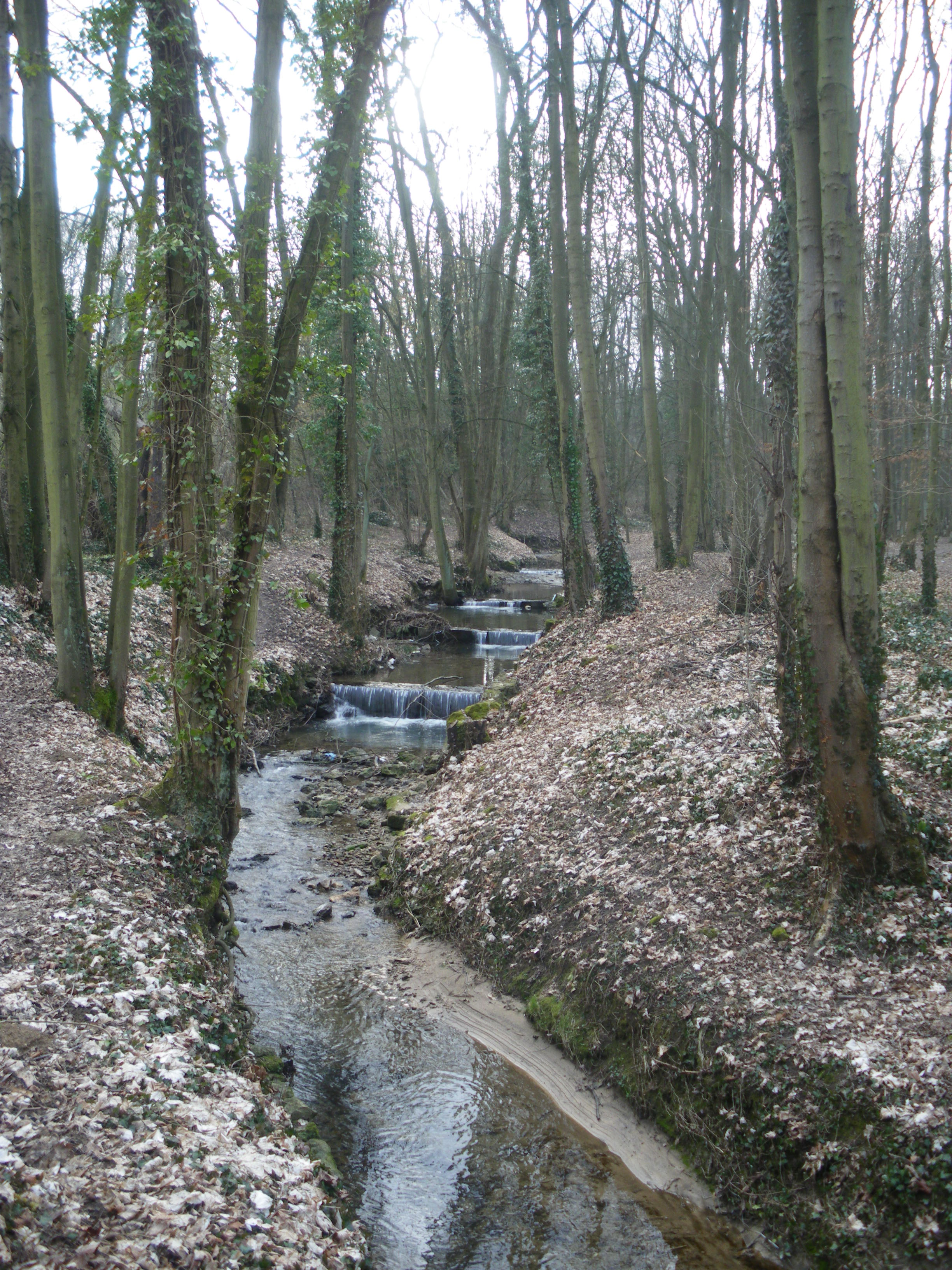
Près du pont des Templiers, Longjumeau.
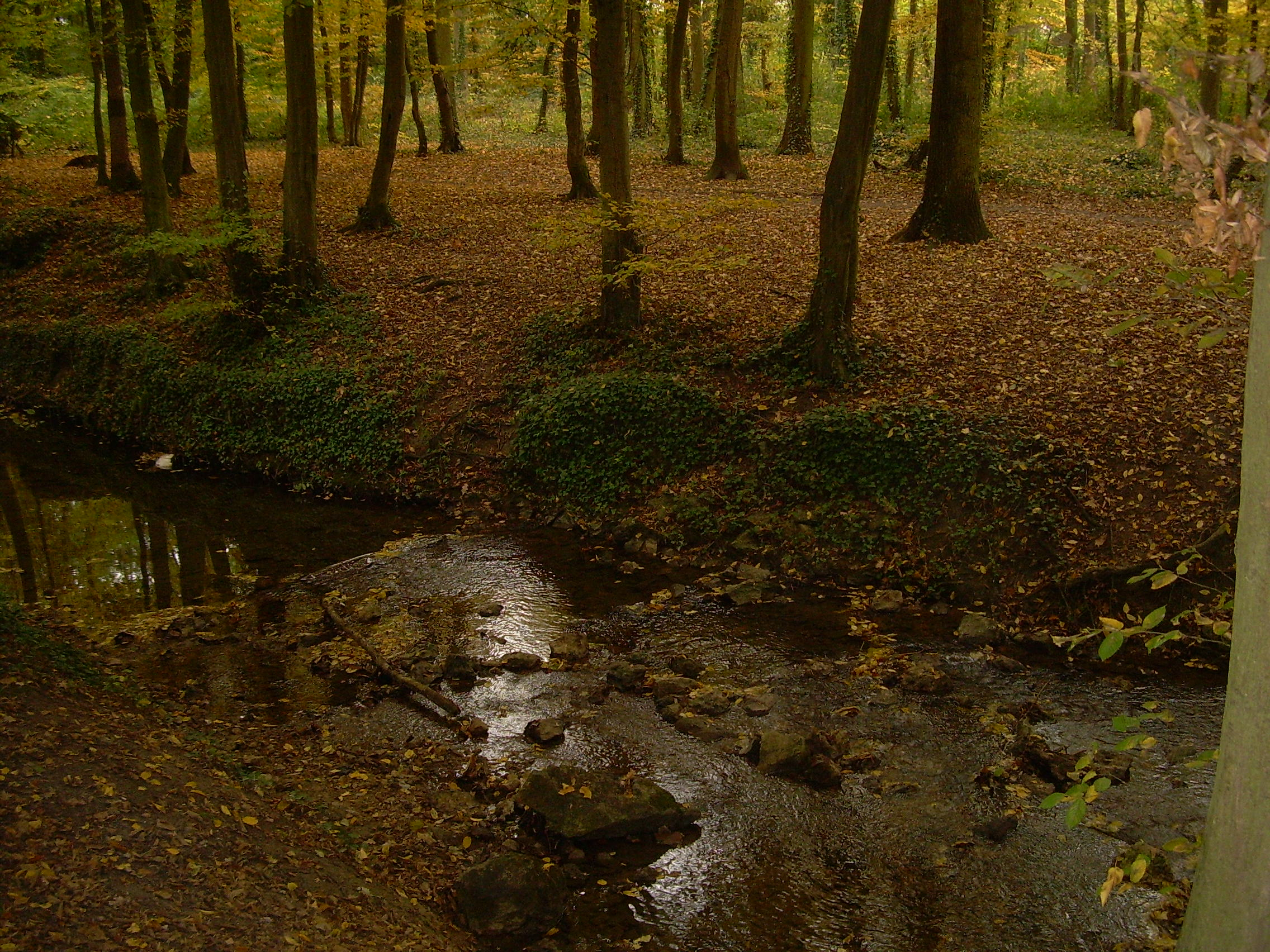
Au bois des Templiers.
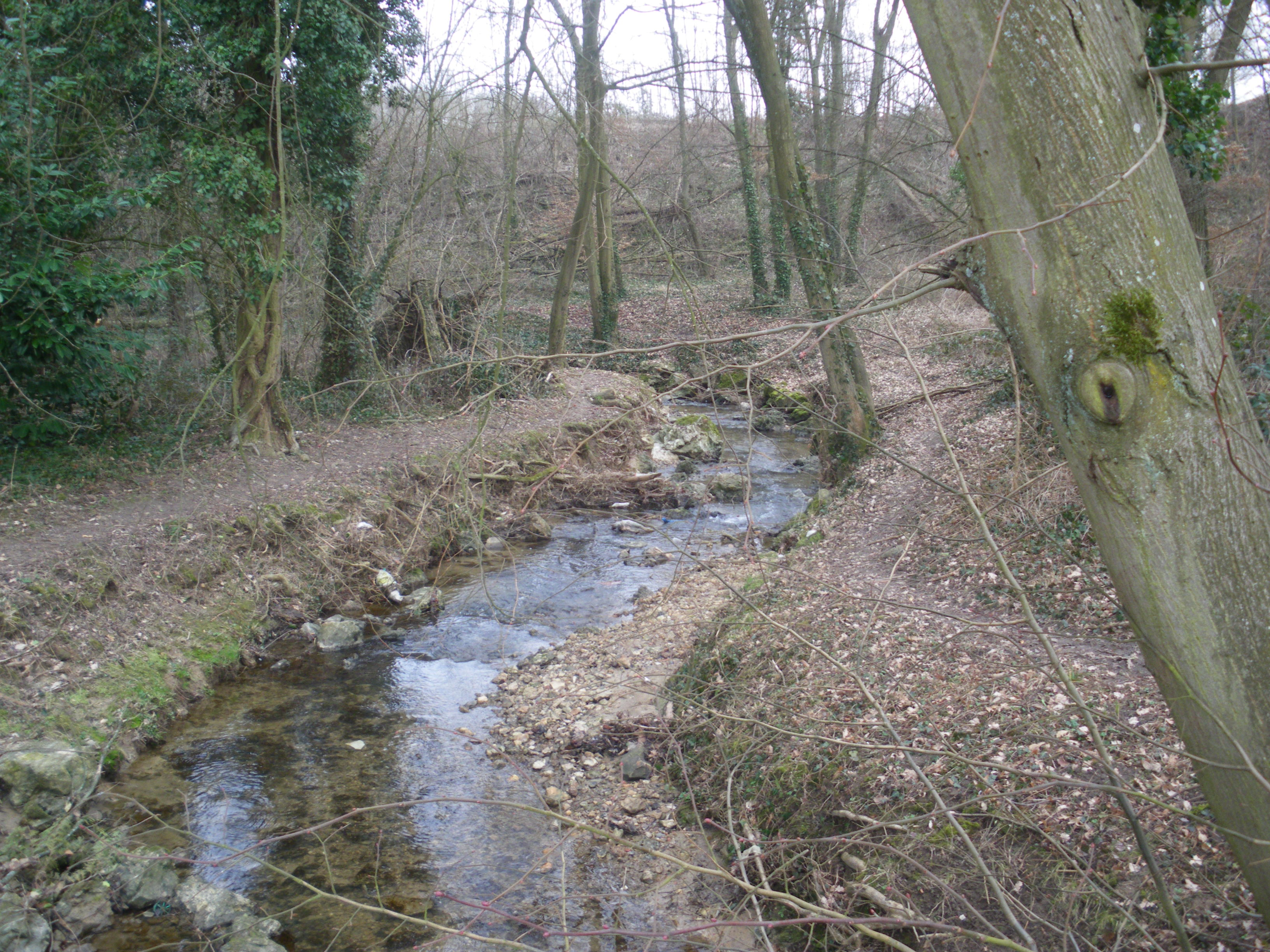
Près du pont des Templiers, Longjumeau.

## Aménagements
Dans le hameau de Balizy à Longjumeau, ce ruisseau est enjambé par le "pont des Templiers". Il s'agit du plus vieux pont d'Île-de-France  (XIIIe siècle), classé monument historique en 1930.

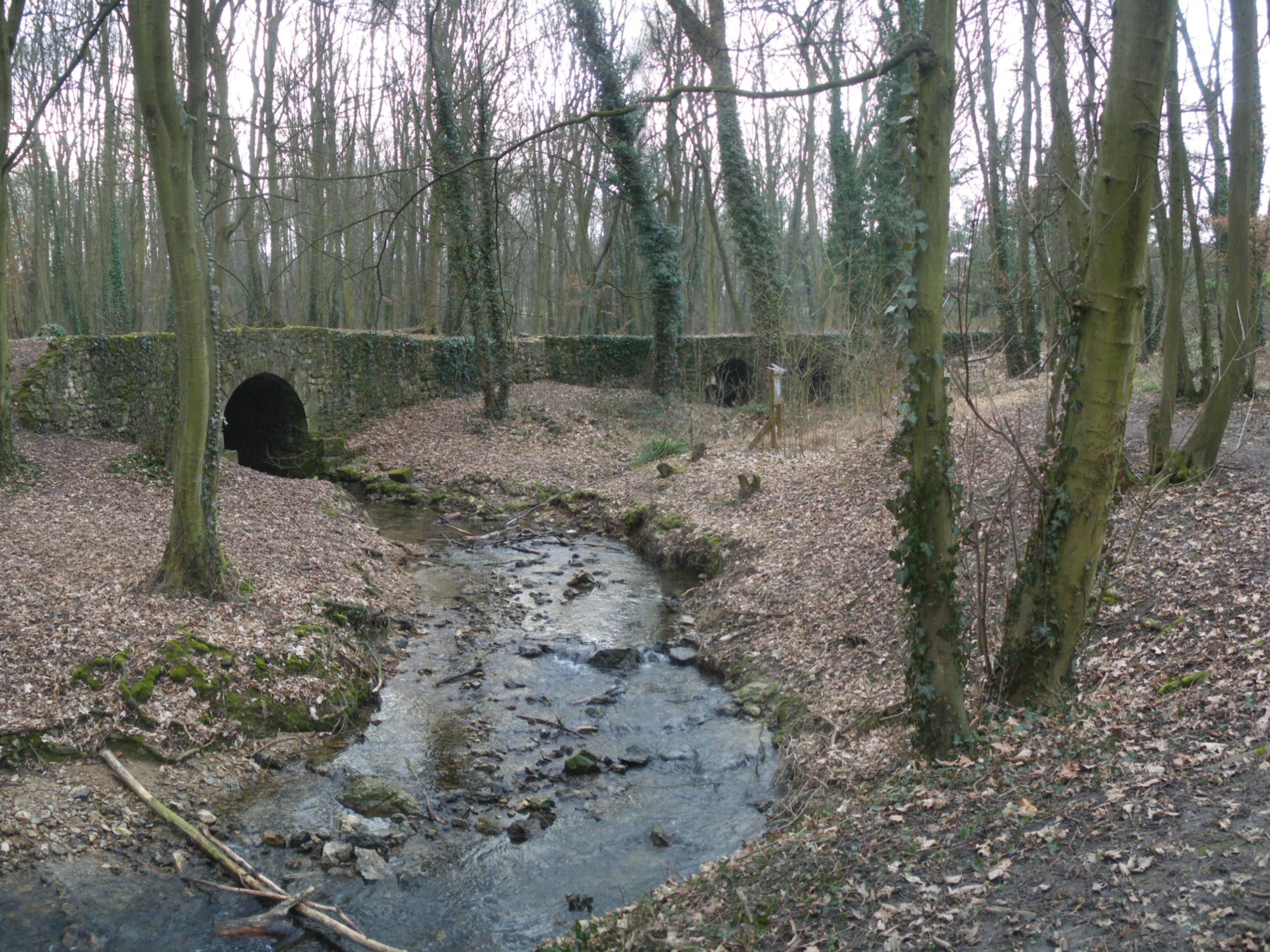
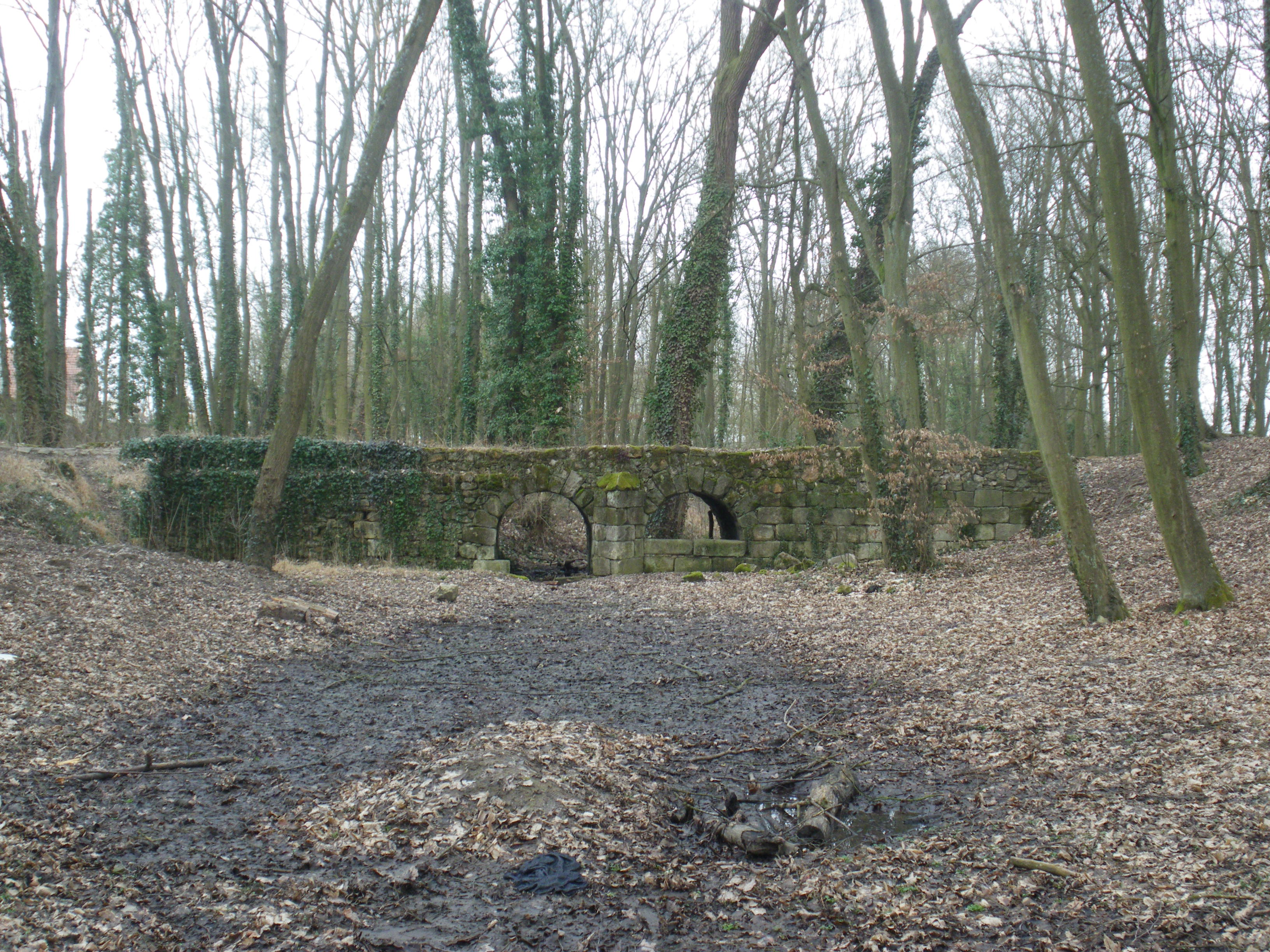
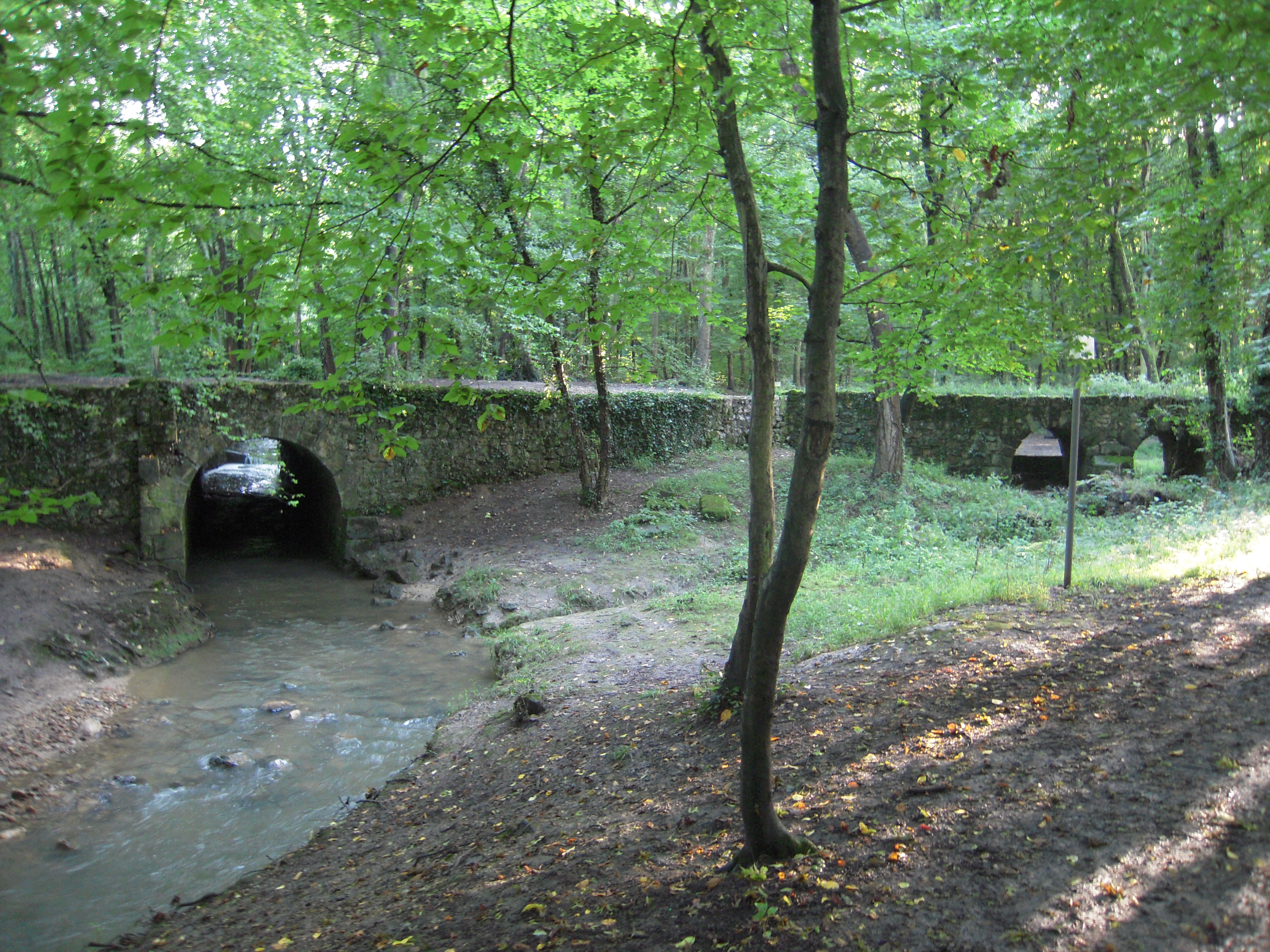
Pont des Templiers, Longjumeau.

## Département et communes traversés
Dans l'Essonne :
- Les Ulis,
- Villejust,
- Nozay,
- Saulx-les-Chartreux,
- La Ville-du-Bois,
- Ballainvilliers,
- Épinay-sur-Orge, à l'extrémité du chemin de la Grange du Breuil[4].
- Longjumeau.

## Pour approfondir